# シラベンゼン

低温下で安定なシラベンゼンの例。中央のものは -100 ℃ では安定

シラベンゼン (silabenzene) は、ベンゼンの炭素をケイ素原子で1つ以上置き換えた構造を持つ複素環式化合物芳香族化合物である。

## 合成
窒素、酸素、硫黄原子を導入したベンゼン誘導体は古くから合成されていたが、シラベンゼンは、低温マトリックス中でしか存在できず、室温下では安定に合成・単離できないと考えられていた。
しかし最近になって、かさ高い置換基をケイ素原子上に導入することにより、シラベンゼンを速度論的に安定な化合物として合成・単離できるようになった。用いられたケイ素上の置換基は、例えば 2,4,6-トリス[ビス(トリメチルシリル)メチル]フェニル基 (Tbt基) のような、かさ高いアリール基である 。Tbt基を持つシラベンゼン 1-(Tbt)SiC5H5 は単離され、下記に示す反応性やX線構造、各種スペクトルなどが調べられた。

## 反応性
ベンゼンと比べると反応性ははるかに高い。1-(Tbt)SiC5H5 に室温で水を作用させると付加体 1-(Tbt)(HO)SiC5H6 に変わる。ほか、メタノールや C=C、C≡C、C=O 化合物とも付加反応を起こす。